# Erik Bratt

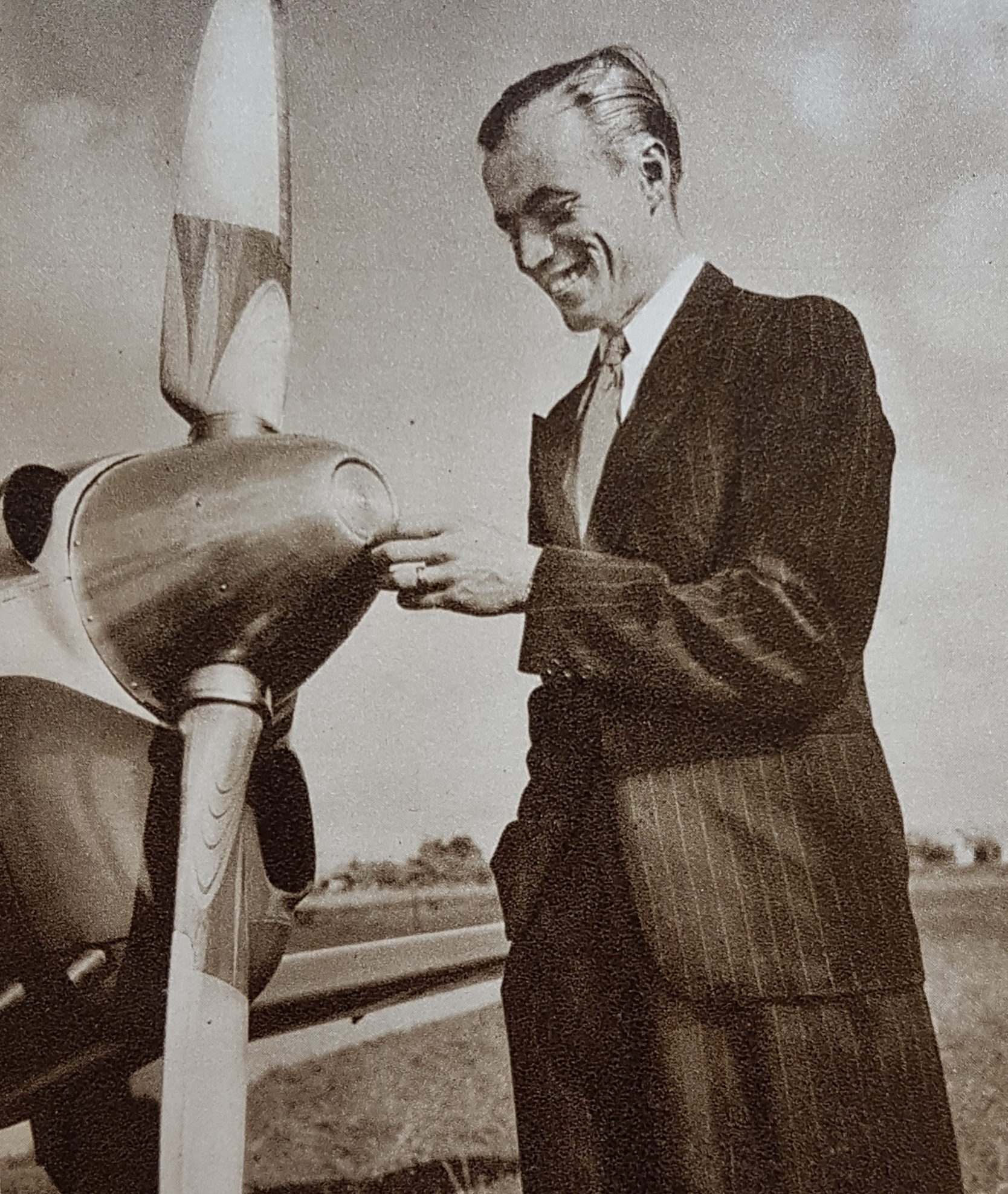
Erik Bratt demonstriert seinen Dynamicpropeller

Erik Gustaf Bratt (* 1. Januar 1916 in Mariefred; † 13. Februar 2010 in Linköping) war ein schwedischer Luftfahrtingenieur und Pilot. Erik Bratt war der Bruder von Oberst Lars Bratt.

## Biografie
Erik Bratt war verantwortlich für die Konstruktion der Kampfflugzeuge Saab 35 Draken und Saab 37 Viggen durch die Saab AB, Linköping, Schweden. Bratt verkörperte in Schweden das Konzept der Entwicklung und des enormen Ausbaus der schwedischen Luftwaffe im Schatten des Kalten Kriegs und des atomaren Wettrüstens.
Bratt erlangte 1937 seine Fluglizenz und absolvierte von 1940 bis 1942 eine Flugausbildung bei der Schwedischen Luftwaffe. Er schloss sein Studium 1942 mit einem Master of Science in Aerodynamik an der Königlichen Technischen Hochschule in Stockholm ab. Er war von 1942 bis 1945 bei Skandinaviska Aero (später Teil von Scandinavian Airlines) beschäftigt und von 1945 bis zu seiner Pensionierung 1981 bei Saab AB. 1962 wurde er Chefingenieur, 1964 Leiter der Konstruktionsabteilung für Flugzeuge und 1974 Direktor.

### Saab 35 Draken und Saab 37 Viggen

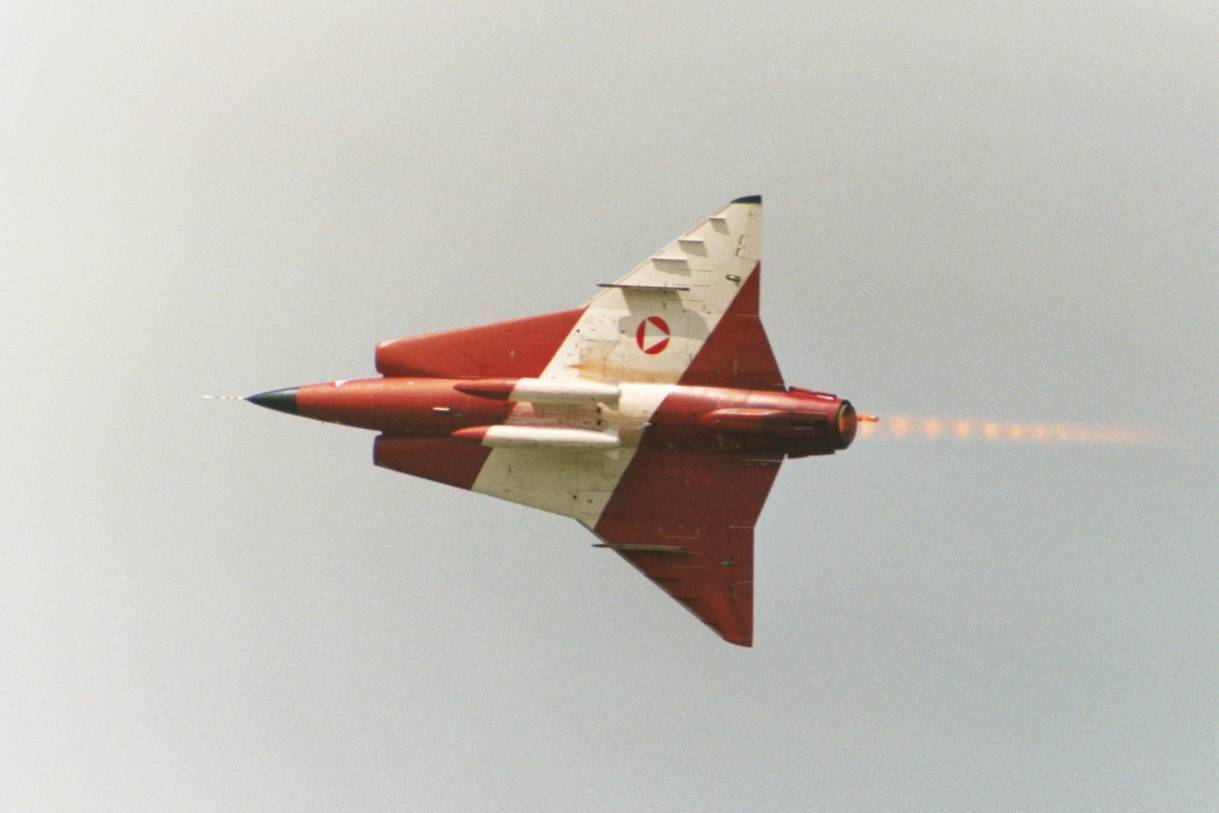
Saab 35 Draken

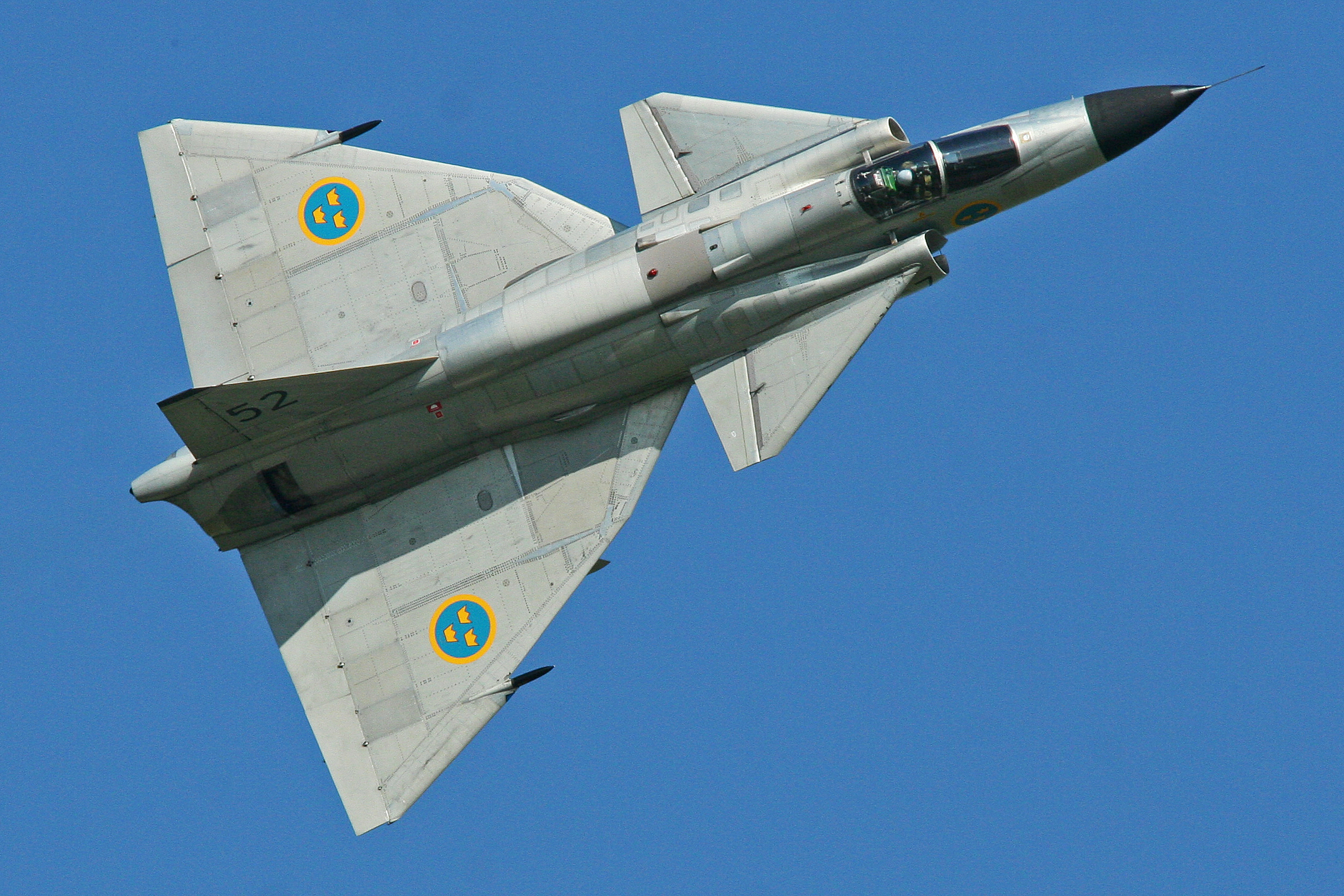
Saab 37 Viggen

Bratt war der Leiter des Entwicklungsteams von Bertil Dillner, Hermann Behrbohm, Einar Bergström und Olof Ljungström. Das Projekt umfasste als Schlüsselelemente die Entwicklung des Überschallfluges und des Deltaflügel-Konzepts.
Der Wunsch des Auftraggebers, den Schwedischen Luftstreitkräften, in den 1950er- bis 1970er-Jahren war (Schwedischer Verteidigungsbeschluss 1958), in der Lage zu sein, strategische Bomber wie den Tupolew Tu-16 schnell angreifen zu können, bevor diese ihre Ziele erreichten. Dies sollte mit schnellen Überschall-Deltaflügel-Jagdflugzeugen wie Saab 35 Draken geschehen, wobei Geschwindigkeit und Bereitschaft die Schlüsselfaktoren waren. Die schwedischen Luftstreitkräfte brauchten auch Invasionsverteidigung über den umliegenden Meeren mit Erdkampfflugzeugen sowie ultraschallschnellen Aufklärungsflugzeugen wie den Saab 37 Viggen. Dies führte zu großen Aufträgen beim Aufbau sehr großer Luftstreitkräfte und zu Ressourcen für Entwicklung.

## Auszeichnungen
Er erhielt 1972 die Thulin-Medaille der Flygtekniska Föreningen (der schwedischen DGLR) in Gold, weil er mit seiner Arbeit die Luftfahrttechnologie gefördert hatte.
Er wurde 1984 zum Ehrendoktor der Technologie an der Universität Linköping und 1986 mit der Söderberg-Plakette für Verdienste im Bereich der Luftfahrtgeschichte ausgezeichnet. Empfänger der Plakette können vom Chef der Schwedischen Luftwaffe, Volvo Aero, vom Königlichen schwedischen Aero-Club (Kungliga svenska aeroklubben) und von jedem Mitglied der Schwedischen Vereinigung für Luftfahrtgeschichte (Svensk Flyghistorisk Förening) vorgeschlagen werden. 2002 wurde er zum Ehrenmitglied der Schwedischen Vereinigung für Luftfahrtgeschichte ernannt.
Seine Autobiographie heißt Silvervingar (Silberne Flügel). Bratt war Reservepilot bei der schwedischen Luftwaffe und erhielt Silvervingar.